# Matra Alice
El microordenador Alice, de la Matra & Hachette, fue un ordenador doméstico comercializado en Francia a partir del inicio de 1983. Era un clon del MC-10, de la empresa estadounidense Tandy Corporation, producido en sociedad con Matra y Hachette.
El Alice se distingue por su gabinete rojo, sin par en el mercado. Funcionalmente, equivale al MC-10, con la diferencia de que posee un conector Péritel SCART sustituyendo el modulador de radiofrecuencia para salida de vídeo.
Al contrario de su progenitor estadounidense, el Alice se hizo popular en Francia, especialmente por su presencia en las escuelas como parte del programa nacional «Informatique pour tous» (Informática para Todos).

## Otras versiones
Posteriormente, Matra lanzó sucesivamente otros tres modelos:
- Matra Alice 32
- Matra Alice 90
- Matra Alice 8000

## Características técnicas
| UCP            | MC6803 a 0,89 MHz                                     |
| RAM            | 4 KiB - 16 KiB (máx.)                                 |
| ROM            | 8 KiB                                                 |
| Teclado        | 47 teclas                                             |
| Pantalla       | televisor (texto: 16 X 32 - gráfico: 32 x 64 pixeles) |
| Sonido         | 1 canal                                               |
| Puertos        | puerto serie, puerto de expansión                     |
| Almacenamiento | Casete (1500 baudios)                                 |